# Who Am I Living For?
"Who Am I Living For?" é uma canção da artista musical estadunidense Katy Perry, gravada para seu terceiro álbum de estúdio Teenage Dream (2010). A canção foi escrita pela própria intérprete juntamente de Brian Thomas, Monte Neuble e Tricky Stewart, que também produziu a faixa juntamente de Kuk Harrell. O desenvolvimento da canção foi inspirado pela educação religiosa de Perry.
A canção recebeu avaliações mistas dos críticos, que elogiaram sua composição escura e seu tom emocional, assim como também a comparou com trabalhos de Rihanna e Linda Perry. Liricamente, a canção reconta a história bíblica de Ester; a rainha judia da Pérsia, que descobriu e frustrou o plano de Hamã de massacrar a comunidade judaica na Pérsia. Os críticos fizeram comparações com a história de vida da própria Perry, que disse que "Who Am I Living For?" fala de sua "batalha constante entre permanecer fiel à sua fé, e caindo nos perigos de um estilo de vida de celebridade."

## Escrita e significado
Ao ser entrevistada pela MTV Ásia, Perry foi questionada sobre como ter pais cristãos influenciou sua música em geral, e ela citou "Who Am I Living For?" em sua resposta:
| “ | "Eu acho que o lugar de onde eu venho ainda está dentro de mim e beliscando meus saltos todos os dias. Há uma canção no meu novo álbum que fala sobre minhas convicções – é uma faixa chamada "Who Am I Living For?". É interessante ao longo da estrada e no caminho da vida, eu me encontro com um monte de pessoas diferentes que vêm de tantos lugares diferentes e elas realmente me influenciam e inspiram quem eu sou. Eu definitivamente continuo a querer saber as respostas e ter a minha própria peregrinação pessoal, por isso, de uma maneira, isso afeta o que eu faço musicalmente e quem eu sou como artista, mas ainda há muito de mim que continua o mesmo. Eu acho que, provavelmente, uma das coisas mais importantes na vida não é a coleta de todas essas coisas ou tentativa de ser tão famoso quanto possível, mas se preocupar com sua alma e seu espírito e o que está acontecendo em seguida. " | ” |

## Composição
"Who Am I Living For?" é uma balada de R&B eletrônico em ritmo lento, que também fortemente utiliza os gêneros de rock eletrônico e dubstep. A faixa também é influenciada pela música gospel, glitch, e música downbeat. "Who Am I Living For?" está escrito na chave de lá menor, e o tempo se move a 63 batidas por minuto sobre uma batida lenta. Os vocais de Perry alcançam da baixa nota de G3 até a nota mais alta de D5. A atmosfera nervosa e cheia de suspense da canção é composta de uma batida dramática de dubstep, riffs de guitarra elétrica e acústica, e batidas falhadas, com os vocais de Perry sobre a música usando uma técnica de "choro", que foi elogiado pela crítica para a demonstração de sua voz forte.
Liricamente, "Who Am I Living For?" recorda as raízes cristãs de Perry e reconta a história bíblica de Ester, a rainha judia da Pérsia; que descobriu e frustrou o plano do rei Hamã ao massacre da comunidade judaica. Rob Sheffield da Rolling Stone disse sobre a canção: "Sua história de volta ao tempo cristão só surge uma vez, em 'Who Am I Living For', onde os riffs de Perry sobre a história bíblica de Ester, a órfã judia que se casou com o rei persa e descobriu um plano para exterminar os judeus. É escuro e atraente, especialmente porque ela canta como Rihanna." Melissa Garcia do site OCReloaded interpretou as letras como "uma batalha constante de Perry entre permanecer fiel à sua fé, e cair nos perigos de um estilo de vida de celebridade" e acrescentou, ainda, que a canção "mostra uma visão honesta em uma luta que é interminável e inflexível em todos os sentidos. " Os vocais de Perry em "Who Am I Living For?" têm sido descritos como uns dos mais fortes do álbum, parcialmente devido à técnica vocal de "choro" que ela usa.

## Recepção da crítica
"Who Am I Living For?" recebeu avaliações mistas dos críticos, alguns dos quais sentiram que a canção foi um destaque em Teenage Dream, enquanto outros criticaram-a como sendo forçada. Shefali Srivastava da ClickMusic declarou a canção como um momento de destaque no álbum, enquanto depois passou a descrevê-la como hino, e afirmado ter gostado de ver Perry dar uma "virada particularmente desafiadora." Rolling Stone chamou a faixa de "escura e convincente", e acrescentou "especialmente porque ela canta como Rihanna." Matthew Cole da Slant Magazine criticou os vocais de Perry na música, dizendo que "é um lamaçal de uma nota na auto-piedade, sob o peso de letras clichês, uma batida de chumbo, e um vocal surdo de Perry." Rudy K. da Sputnikmusic concordou, dizendo que a canção era uma boa tentativa, mas que teria sido melhor em mãos de uma artista mais versátil. The Phoenix chamou a canção de "existencialmente estranha." Ao analisar o relançamento The Complete Confection, PopMatters chamou a faixa de "abrasivamente assombrosa."

## Performances ao vivo
A canção foi incluída na setlist da turnê de 2011 The California Dreams Tour. Durante a música, Perry era capturada por quatro de seus bailarinos que a prendia com cordas elásticas, e jogava-a para frente e para trás, enquanto que no fim da apresentação a jogaram no chão.
Escrevendo para NME, Emily MacKay fez um comentário ao vivo da turnê da cantora no HMV Hammersmith Apollo em Londres em março de 2011. Ela disse que as desalentadas "Circle the Drain", "Hummingbird Heartbeat" e "Who Am I Living For?" eram suficientes para fazer você se sentir como uma "criança rebelde com uma série de brinquedos caros com uma tia aflita limpando seu rosto manchado de lágrimas, tentando mantê-lo longe da vontade de chorar." Analisando a apresentação de Perry no TD Garden, Jay N. Miller elogiou a performance ao vivo da canção, chamando-a de "Um dos melhores momentos da turnê" e elogiou a voz contralto de Perry, descrevendo-a como "impressionante".

## Créditos e pessoal
Créditos adaptado do encarte de Teenage Dream.
Gravação
- Gravado em Studio at the Palms, Paradise, Nevada e The Boom Boom Boom Studios, Burbank, Califórnia.
- Mixado no Triangle Sound Studio, Atlanta, Geórgia.

Pessoal
| - Vocais principais – Katy Perry - Composição – Katy Perry, Christopher "Tricky" Stewart, Monte Neuble, Brian Thomas - Produção, instrumentos, programação – Tricky Stewart - Assistente de gravação vocal – Jennifer Rosales - Engenharia – Brian "B-LUV" Thomas, Andrew Weupper - Assistente de engenharia – Pat Thralf, Luis Navarro, Steven Dennis, Mark Gray, Jason Sherwood, Randy Urbanski | - Mixagem – Jaycen Joshua - Assistente de engenheiro de mixagem – Giancarlo Lino - Violão – Katy Perry, Chris O'Ryan, Andrew Weupper - Teclado – Christopher Stewart, Monte Neuble - Bateria – Christopher Stewart, Brian Thomas |